# 木脂素
木脂素（英語：Lignan）是一类植物产生的多酚类物质，通常在种子中富集
，也存在于植物的木质部和树脂中。
- 罗汉松脂酚
- 开环异落叶松脂酚
- 爵床脂素A
- 芝麻素
- 五味子乙素
- 鬼臼毒素